# Italiani brava gente

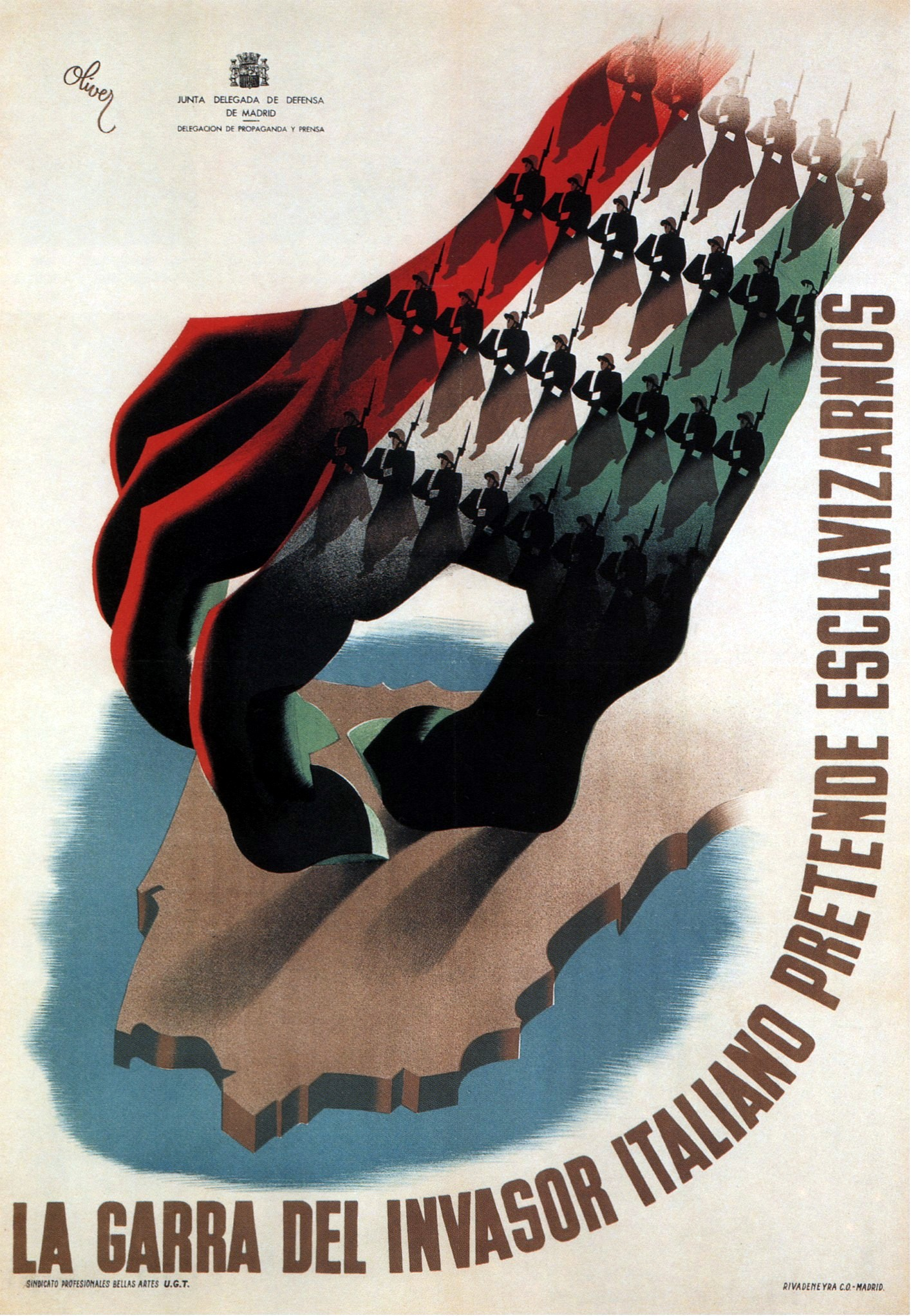
Испанский республиканский плакат с надписью «Коготь итальянского захватчика намерен поработить нас» во время гражданской войны в Испании

«Итальянцы — хорошие люди» (итал. Italiani brava gente) — фраза, придуманная историками для обозначения распространённых убеждений о том, что фашистская Италия и Королевская итальянская армия принимали якобы ограниченное или незначительное участие в Холокосте и военных преступлениях, совершённых солдатами стран Оси во время Второй мировой войны. Это явление также известно как «миф о хорошем итальянце».

## Описание
Форма исторического ревизионизма, возникшая в период послевоенной республики, утверждающая, что итальянские солдаты были «хорошими» или «порядочными людьми» (brava gente), которые действовали гуманно и проявляли сострадание в отличие от их идеологически мотивированных и жестоких немецких союзников. В частности, утверждается, что итальянцы не участвовали и даже выступали против преследования евреев нацистами в оккупированных территориях Восточной Европы. В более широком смысле, этот термин иногда применяется для описания популярных представлений об Итало-эфиопской войне (1935—1936) или реакции нееврейского населения на Холокост в Италии. Ханна Арендт поддерживает этот миф, утверждая, что итальянские евреи были лучше защищены благодаря «общей, спонтанной человечности людей древней цивилизации».
Эта концепция основана на доброжелательных характеристиках итальянского народа, например, на том, чтобы итальянцы представляются неспособными к бесчеловечности по отношению к врагу на войне или по отношению к колонизированным странам. Пьерлуиджи Баттиста определяет эти представления следующим образом:

Щит добродушия, весёлости, природной склонности к кротости и сердечной общительности, который должен был защитить [итальянцев] от жестокой враждебности, удобная подушка, способная смягчить драматическое воздействие истории и жестокости— Пьерлуиджи Баттиста
В отличие от Баттисты и других, которые связывают возникновение мифа с периодом после Второй мировой войны, Анджело Дель Бока указывает, что его происхождение более раннее и восходит к началу итальянской колониальной политики (1885), в которой страна, последняя из европейских держав, начавшая эту политику, программно стремилась показать себя иной, более человечной, носителем цивилизации, какой бы сильной она ни была в своей истории. Это привело к утверждению искажённой фразы bono italiano («хороший итальянский») среди жителей итальянской Эритреи.
Яркими примерами этого явления в популярной культуре являются фильм «Средиземное море» (1991) Габриэле Сальватореса и роман «Мандолина капитана Корелли» (1994) Луи де Берньера, по которому в 2004 году также был снят фильм. Миф позволял избежать «публичного обсуждения коллективной ответственности, вины, отрицания, покаяния и прощения», но недавно был оспорен историками. Данный миф аналогичен таким явлениям как легенда о «чистом вермахте» в Германии или «теория жертвы» в Австрии.